# Slachtedijk
De Slachtedijk of Slachte (Fries: Slachtedyk) is een bijna 42 kilometer lange voormalige slaperdijk, die dwars door het oude Friese district Westergo kronkelt, van de zeedijk bij Oosterbierum tot de oostelijke oever van de voormalige Middelzee bij Rauwerd. Slachte is een oude naam voor (meestal) een binnendijk. Op de Slachtedijk wordt eens in de vier jaar een Slachtemarathon gehouden.

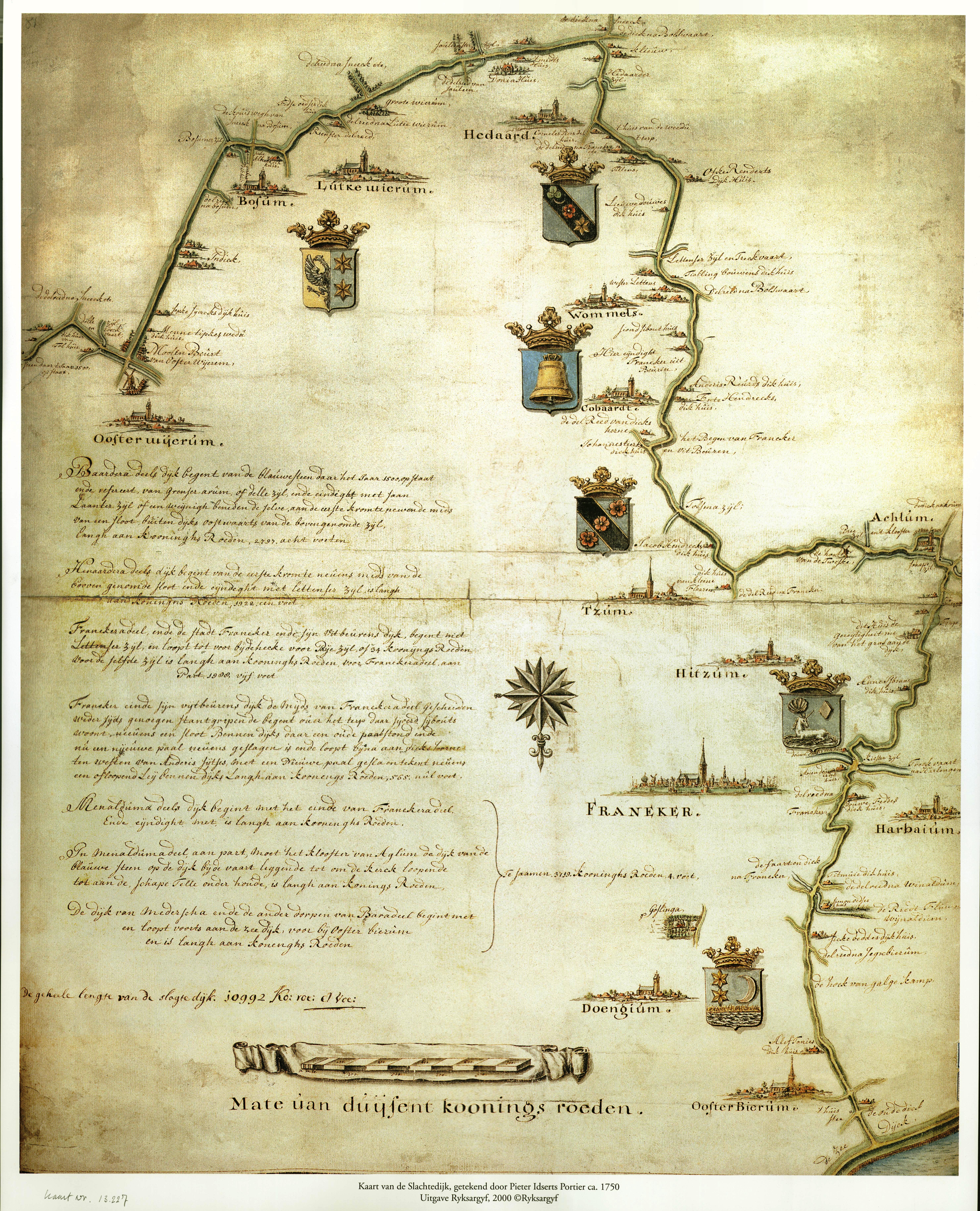
Slachtedijk Friesland omstreeks 1700 (het noorden is onder!)

## Ontstaan
De Slachtedijk is samengesteld uit de oudste polderdijken in Westergo, met uitzondering van het dijkvak tussen Getswerderzijl en de zeedijk, dat van jongere datum is. Het samenvoegen tot één waterkering was bedoeld om het gebied tussen deze binnendijk en de Middelzeedijk van Westergo te beschermen tegen doorbraken in de westelijke en zuidelijke zeedijken van Friesland. Vermoedelijk waren omstreeks 1300 de verschillende dijkvakken aaneengesmeed tot Slachtedijk. In de bewaard gebleven archiefstukken komt de naam voor het eerst in 1461 voor.

## Afwatering
Voor de afwatering en de scheepvaart werden er tien zijlen (sluizen) in de Slachtedijk aangebracht. Het waren Getswerderzijl, Kiesterzijl, Schapezijl, Payezijl, Tolsumerzijl, Krommezijl, Hidaarderzijl, Saanlansterzijl, Bozumerzijl en Dillezijl. Deze zijlen waren keersluizen. Ze stonden meestal open en werden alleen gesloten als het water moest worden gekeerd. Dat gebeurde veelal door onder de brug balken in sleuven te laten zakken. Kiesterzijl had tot 1946 sluisdeuren, Getswerderzijl had bij de sloop in 1982 nog zijn deuren.
Het afsluiten gebeurde alleen als bij stormweer de zeedijken dreigden te bezwijken. Men reguleerde er ook het binnenwater mee. Als bijvoorbeeld bij aanhoudende westenwind het water in de Harlingertrekvaart hoog werd opgestuwd richting Franeker sloot men de deuren van de Kiesterzijl.
Een zijl bij Tellens werd in de loop van de tijd vervangen door een duiker, die met een schuif kon worden afgesloten. Ook op diverse andere plekken waar geen scheepvaartbelang was, waren duikers voldoende voor de afwatering.

## Beheer en onderhoud
Het beheer van de Slachtedijk was in handen van een afzonderlijke Contributie (waterschap), met als betrokken partijen de grietenijen Menaldumadeel, Franekeradeel, Baarderadeel, Hennaarderadeel, de stad Franeker en de binnen de dijk gelegen dorpen van Barradeel. Elk dorp in het door de dijk beschermde land kreeg een dijkvak te onderhouden. Het oppertoezicht werd tot 1579 uitgeoefend door het Hof van Friesland en tijdens de Republiek door de Staten van Friesland.

## Vruchtgebruik
Verspreid over de hele lengte van de Slachtedijk stonden dijkhuizen op de berm. Het waren meestal eenvoudige woningen met een houten schuur. De eigenaren van de huizen hadden het vruchtgebruik van een dijkgedeelte bestaande uit het recht op gras. Meestal hielden ze een paar koeien of schapen.

## Geen slaperdijk meer
Bij de watersnood van 1825 heeft de dijk voor het laatst effectief als zeewering gefunctioneerd.
Nog in 1967 concludeerde de Deltacommissie dat het wenselijk was de Slachtedijk binnen de hoofdwaterkering te handhaven als tweede waterkering, ter vergroting van de veiligheid. Maar in 1991 stond in een rapport van Rijkswaterstaat dat de benodigde kruinhoogte voor deze tweede waterkering over de hele lengte nergens aanwezig was. Het opheffen van de noodkering van de Kiesterzijl in 1995 illustreerde dat de rol van de Slachtedijk als slaperdijk was uitgespeeld.
It Fryske Gea heeft de Slachtedijk als cultuurhistorisch monument en natuurgebied in beheer.

## Slachtemarathon
Tijdens Simmer 2000 is voor het eerst de Slachtemarathon gehouden, een marathon over de gehele lengte van de dijk, voor hardlopers en wandelaars. Sindsdien wordt de marathon iedere vier jaar gehouden. In 2020 is de marathon niet gehouden vanwege de coronapandemie.

## Fotogalerij

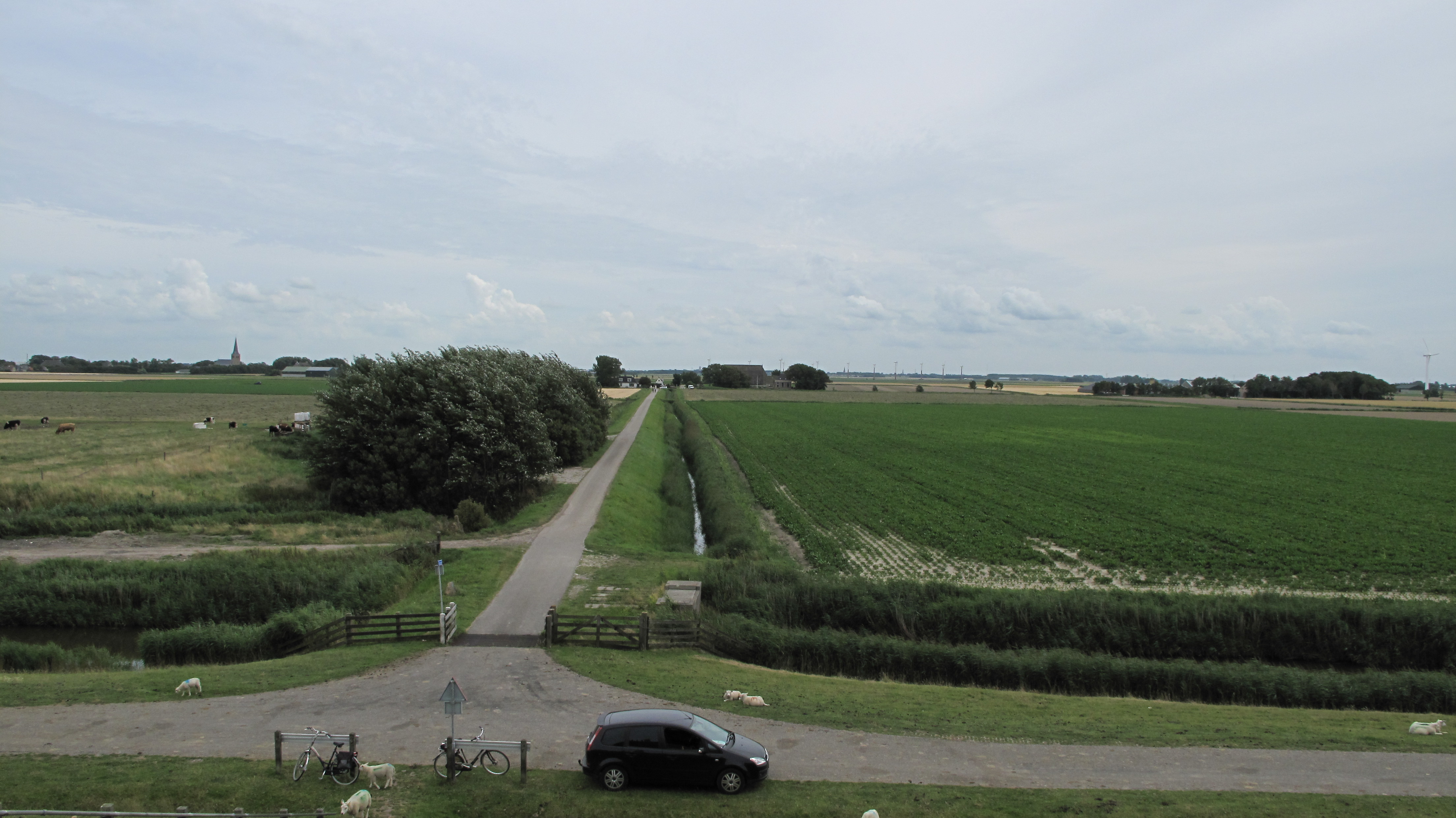
De Slachtedijk bij Oosterbierum
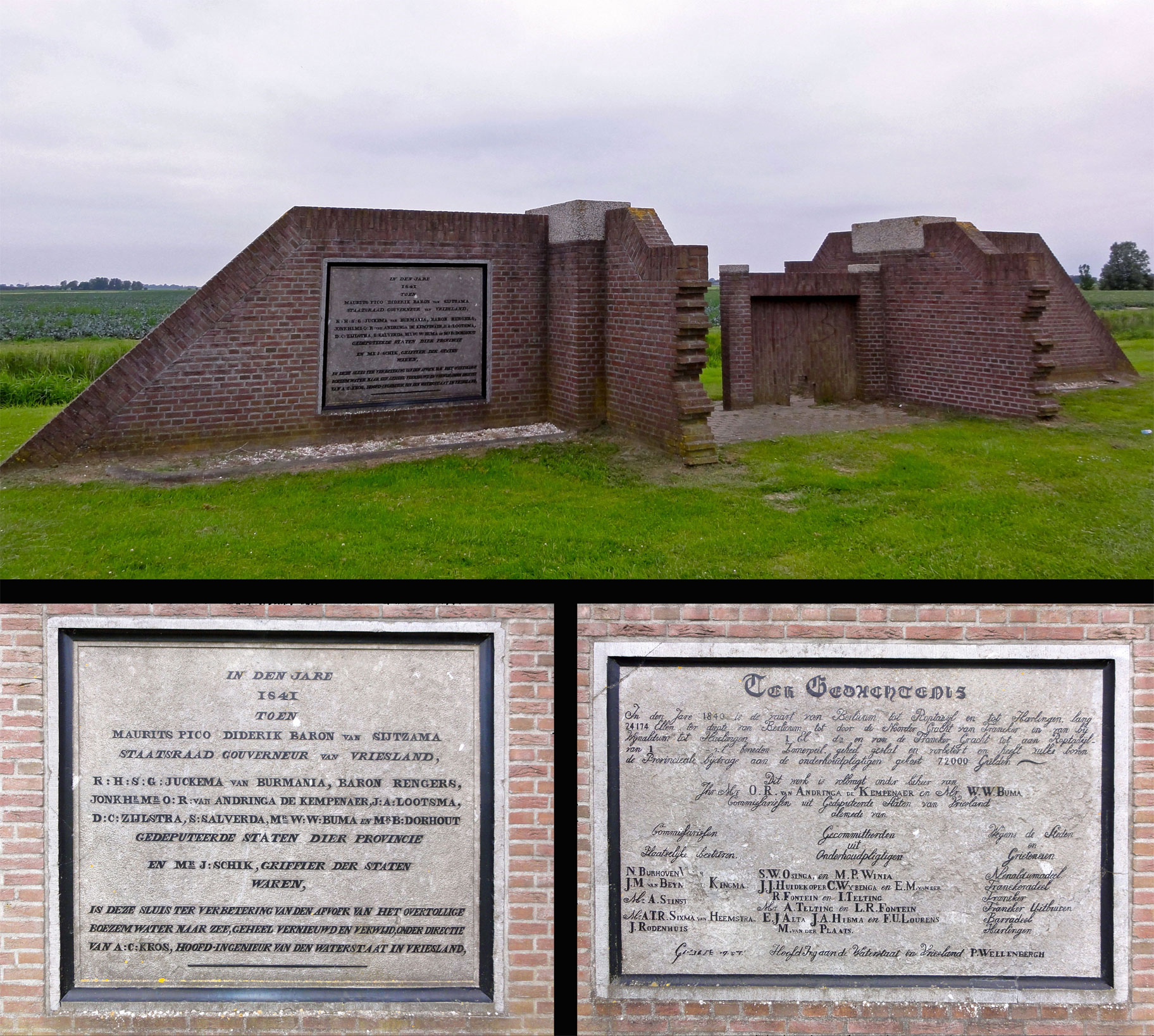
Het monument bij Getswerderzijl
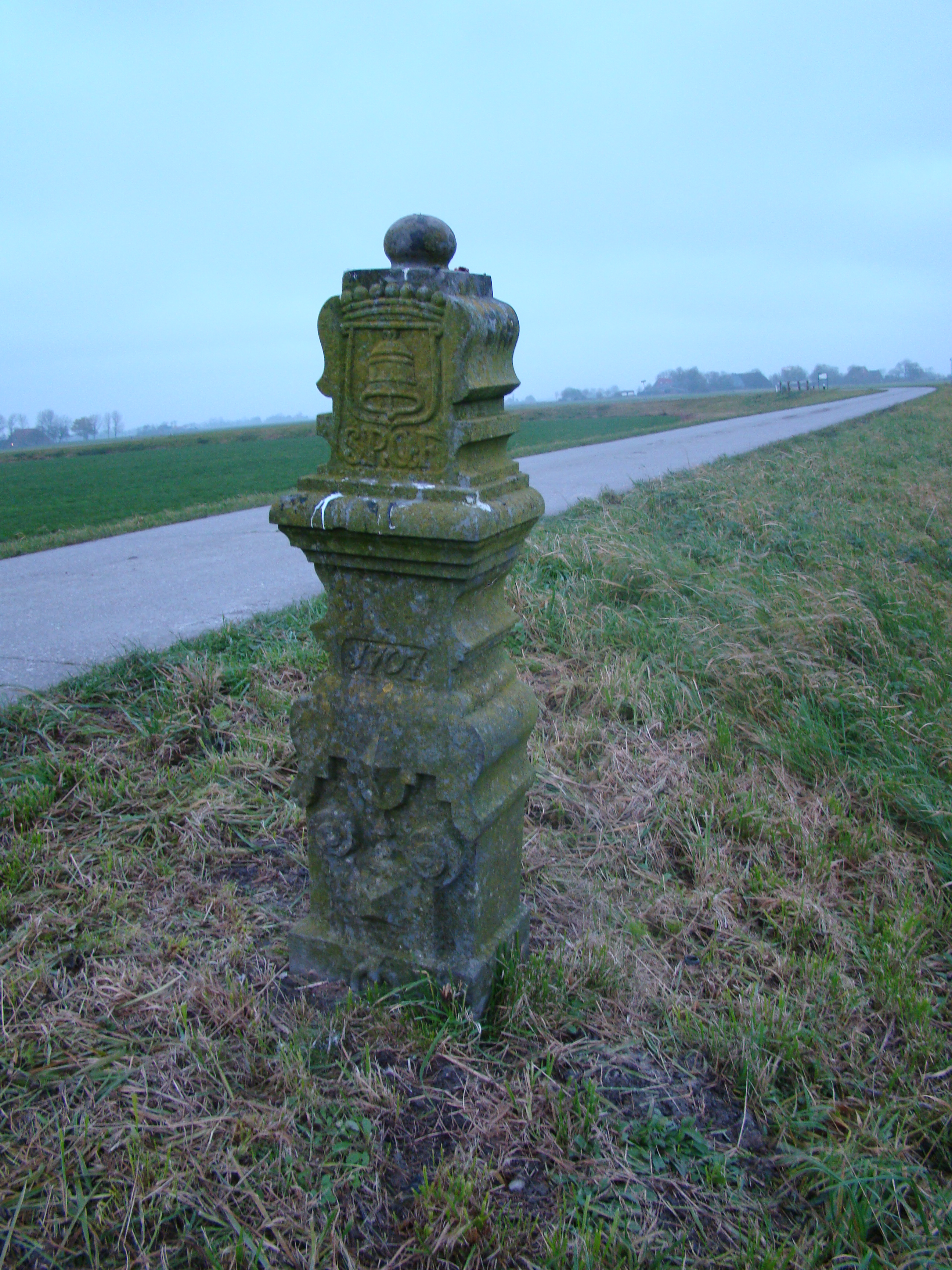
Grenspaal die de scheiding aangeeft tussen het dijkonderhoud van Franeker en Franekeradeel
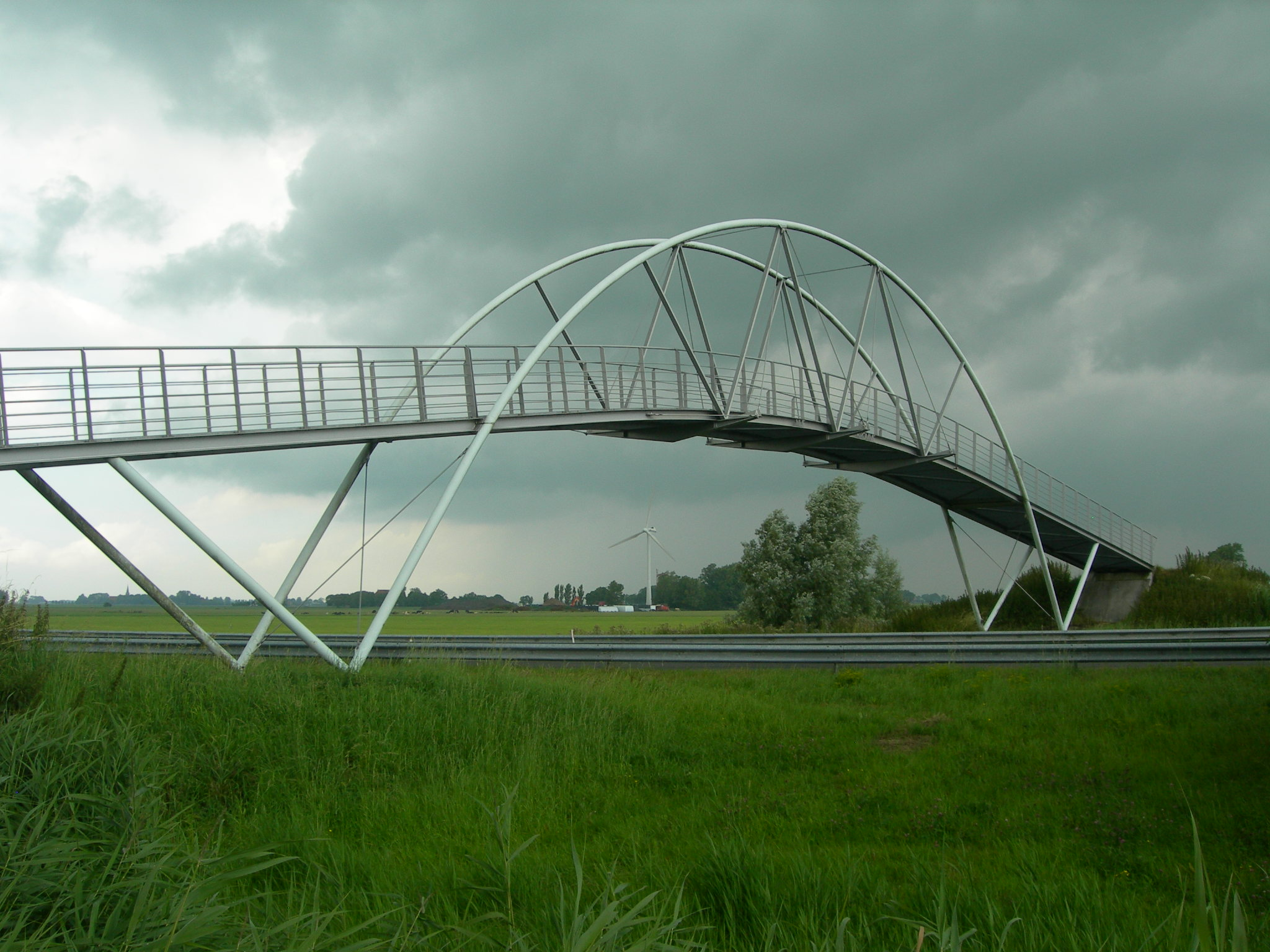
Nije Kromme, brug over de N359 bij Wommels
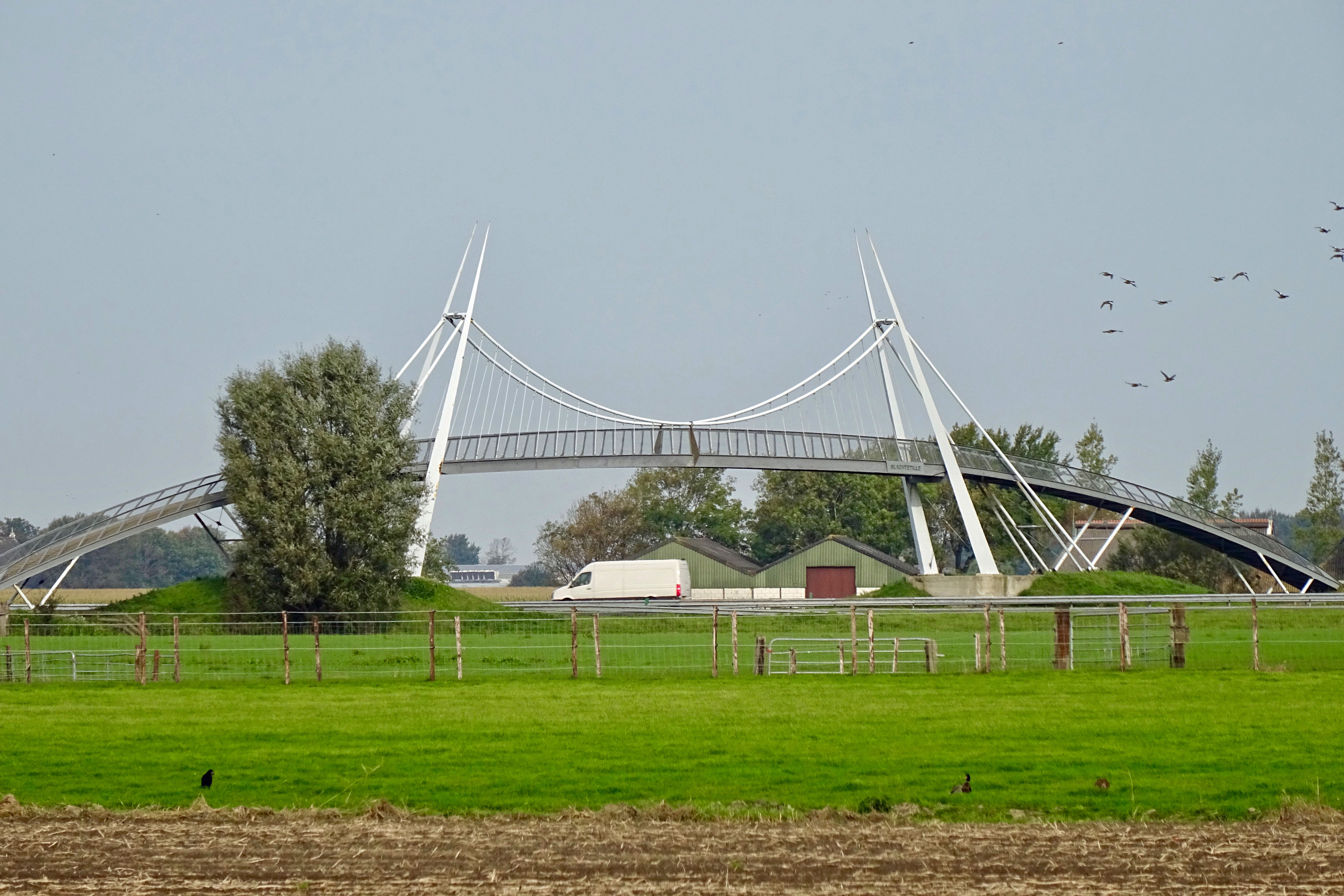
Slachtetille over de A31 ten noorden van Franeker
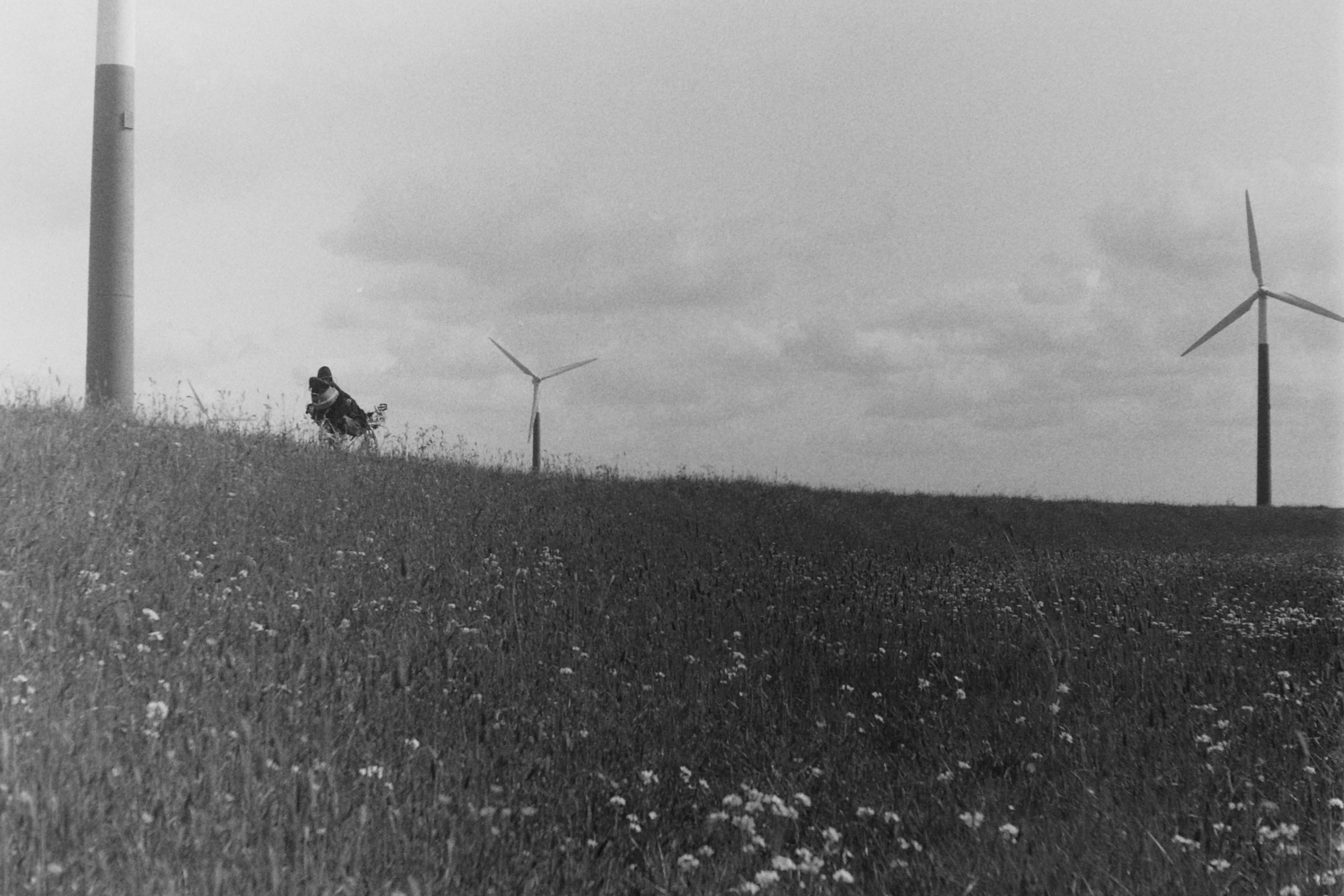
Slachtedijk bij windmolenpark De Bjirmen
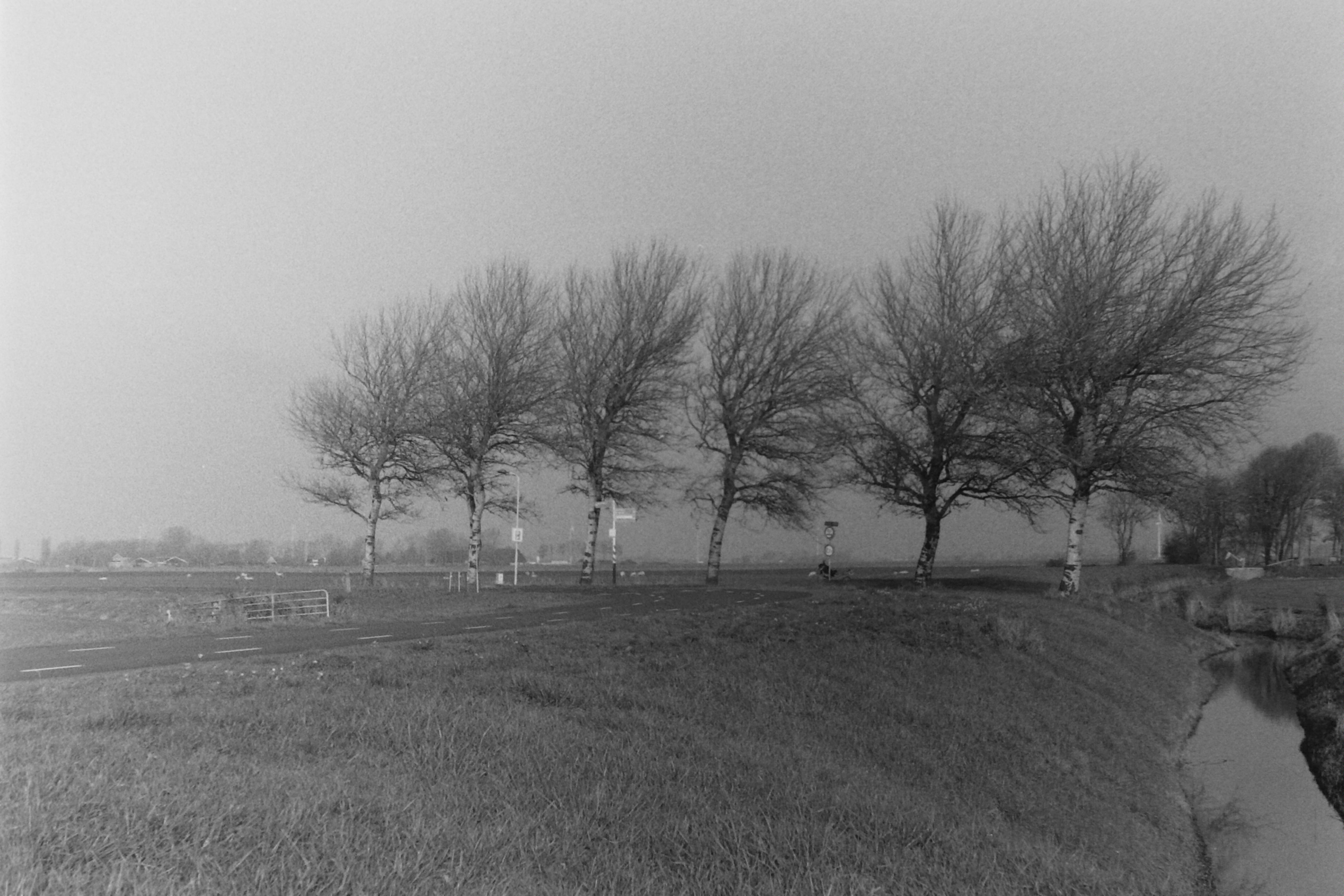
Op het kruispunt van de Herbaijumerweg met de Ludingaweg staan er op de Slachtedijk een aantal witte abelen.